# Monique van Haaf
M.T. (Monique) van Haaf (Deventer, 12 juli 1971) is een Nederlandse VVD-politica en bestuurder.

## Biografie
Van Haaf was tussen 2004 en 2007 actief als zzp’er in de begeleiding en trainer in reorganisaties en van 2006 tot 2007 als woonconsulent en makelaar. Van 2007 tot 2009 was Van Haaf als directielid van Virtual Building Engineers commercieel en operationeel verantwoordelijk. In 2011 werd zij verkozen als Provinciaal Statenlid namens de VVD. Van 2013 tot 2014 was zij vicevoorzitter van het Rode Kruis in Twente. Vanaf mei 2015 was Van Haaf gedeputeerde van Overijssel. Tijdens de coalitieperiode 2015-2019 had zij in haar portefeuille Ruimtelijke ontwikkeling (incl. wonen en ondergrond), Financieel toezicht gemeenten en waterschappen, Grondbeleid en Handhaving. Tijdens de coalitieperiode 2019-2023 had zij in haar portefeuille Ruimtelijke ontwikkeling (incl. ondergrond), Wonen, Stadsbeweging en retail, Grondbeleid en Financieel toezicht. In deze periode realiseerde Van Haaf een woondeal om 42.300 woningen te bouwen voor 2030. Op 14 april 2023 stopte ze voortijdig als gedeputeerde.
Van 2011 tot 2015 was Van Haaf Statenlid van Overijssel, waarvan vanaf 2014 als VVD-fractievoorzitter. Van 2009 tot 2011 was zij bestuurslid van de VVD in Deventer. Voor haar politieke carrière was Van Haaf van 1990 tot 2006 werkzaam bij ProRail, achtereenvolgens als treindienstleider, assistent regiomanager en teamleider.

## Persoonlijk
Van Haaf is getrouwd, heeft een zoon en een dochter en is woonachtig in Deventer.